# Панајот Гиновски
Панајот Гиновски (Галичник, 1842. — Врање, 1886.) био је српски сликар и иконописац.  

## Биографија
Панајот Гиновски је сликао иконе и фреске по територији данашње Северне Македоније, Србије и Бугарске.